# Jan van Bourgondië (bisschop)

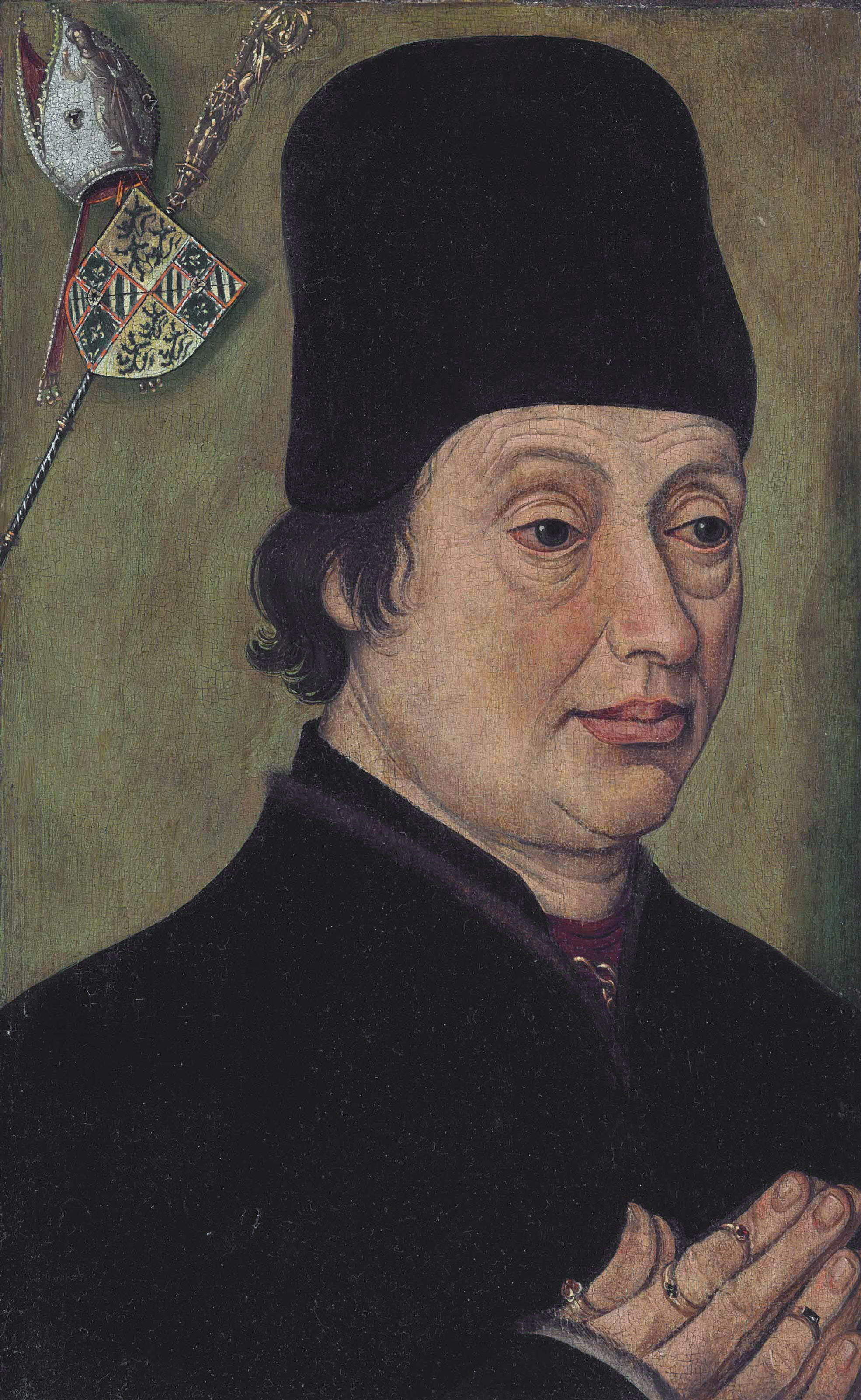
Jean de Bourgogne, Évêque de Cambrai naar Rogier van der Weyden.

Jan van Bourgondië (ca. 1418 – Mechelen, 14 april 1479 of 27 april 1480) was proost van Sint-Donaas in Brugge en bisschop van Kamerijk van 1439 tot aan zijn dood.

## Levensloop
Jan van Bourgondië was de onechte zoon van hertog Jan zonder Vrees en Agnes van Croÿ. Zijn vader werd vermoord toen hij amper een jaar oud was. Hij kreeg een voortreffelijke opvoeding aan het hertogelijke hof, samen met andere wettelijke en natuurlijke prinsenkinderen, met als leermeester Antonius Hanneron. Jan werd voorbestemd voor een geestelijke loopbaan. Vanaf 1436 stond hij ingeschreven aan de universiteit van Leuven.
In november 1437 werd hij, door tussenkomst van zijn halfbroer Filips de Goede proost van de Sint-Pieterkerk in Rijsel, ambt dat hij na korte tijd verliet. Begin januari 1438 werd hij proost van het kapittel van Sint-Donaas in Brugge. In mei kwam hij persoonlijk het ambt aanvaarden. Hij verwittigde de kanunniken dat ze hem weinig zouden zien omdat hij nog aan het studeren was. Anderhalf jaar later nam hij ontslag ten voordele van David van Bourgondië.
Op 11 mei 1439 werd hij verkozen tot bisschop door het kapittel van Kamerijk en deze verkiezing werd onmiddellijk door paus Eugenius IV goedgekeurd. In augustus werd Antoine Hanneron naar Kamerijk gestuurd om er in naam van Jan bezit te nemen van de zetel.
Einde september nam Jan van Bourgondië zijn intrek in het kasteel van Thun, buitenverblijf van de bisschoppen van Kamerijk, waar hij alle geestelijke en burgerlijke autoriteiten van de stad ontving. Hij was vergezeld van vier van zijn neven, allen bastaards, en werd door de 15e-eeuwse schrijver Jean le Robert omschreven als: "jong en vrolijk en nederig en zachtmoedig". Hij werd ook bewonderd omdat hij vloeiend Latijn sprak.
Tussen 20 februari en 5 mei 1440 ontving hij in sneltempo de wijdingen van subdiaken, diaken, priester en bisschop. Dit telkens op andere plaatsen, maar geen enkele keer in zijn bisschopsstad. Hij kwam er voor het eerst op 10 juli 1442 en verbleef er drie weken. Het was de eerste en laatste keer dat hij in Kamerijk verbleef. Hij liet de pastorale zorg over aan zijn hulpbisschop en de administratie aan zijn vicarissen. Zelf verbleef hij hoofdzakelijk in Mechelen en Brussel, de voornaamste steden van zijn bisdom, dat tot in Antwerpen reikte.  Hij reisde ook vaak mee met het hof naar Brugge, Hesdin en andere plaatsen. Bij de meeste grote gebeurtenissen binnen de hertogelijke familie was hij aanwezig.
In januari 1446 benoemde de paus hem tot aartsbisschop van Trier, om Filips de Goede plezier te doen. Hij kreeg dit aartsbisdom door de excommunicatie van zijn voorganger door paus Eugenius IV, die een conflict had met tegenpaus Felix V, en diens getrouwen verving door die van hemzelf. Deze benoeming ging echter niet door, omwille van de grote oppositie en revolte vanwege de clerus en de inwoners van dit aartsbisdom.
Nadat Karel de Stoute in 1477 gesneuveld was, liep Jan van Bourgondië het risico zijn bisschopszetel te verliezen, toen koning Lodewijk XI van Frankrijk Kamerijk innam. Er volgde echter een overeenkomst. Hij verkocht omstreeks 1477 ook het Hof van Kamerijk te Mechelen aan Margaretha van York.
Op 5 oktober 1478 mocht Jan zich een coadjutor kiezen en hij stelde hiervoor Hendrik van Bergen aan, die hem na zijn dood zou opvolgen. Hoewel in Mechelen gestorven, werd Jan in Sinte-Goedele in Brussel begraven.
Hij liet acht kinderen na van zijn bijzit Margaretha Absolon van Vilvoorde, waaronder Johan Filips van Bourgondië. Hij had ook nog verschillende andere kinderen, van zeven verschillende minnaressen. Hij somde ze op in zijn testament. Er werd ook gezegd dat hij ooit een mis zou hebben bijgewoond waarin 36 van zijn buitenechtelijke kinderen en kleinkinderen optraden als diaken of subdiaken.